# Стивидорные расходы
Стиви́дорные расходы — в морских перевозках расходы, связанные с погрузо-разгрузочными работами; являются частью дисбурсментских расходов — совокупных расходов судна, производимых во время его нахождения в порту (портовые сборы, стивидорные работы, услуги буксиров, бункеровка, тальманские услуги, снабжение продовольствием и т. п.).
К ним относятся расходы по погрузке/выгрузке, по укладке, обмеру, счёту груза, крановые, лебёдочные (винчманские), штивка (размещение и перемещение грузов в трюме), мешкование, крепление груза, перевалка, хранение и т. п. В стивидорные расходы входит также причальный сбор. Базисная ставка стивидорного тарифа установлена за работы, выполняемые в обычное время, в обычных условиях и с обычным риском. За любые отклонения предусматриваются надбавки:
- за работу в неурочное время: выходные и праздничные дни, 2-ю и З-ю смены;
- за работу с вредными грузами: пылящими, остропахнущими и т. д.;
- за работу с грузами, состояние которых снижает интенсивность работы: слежавшиеся, смёрзшиеся;
- погрузку/выгрузку с перевеской;
- погрузку/выгрузку на рейде;
- за работу в неудобных помещениях: шельтердеках, в кормовых трюмах, разделённых переборками или тоннелем гребного вала, диптанках (цистернах для жидкого топлива) или угольных ямах;
- за работу в загрязнённых трюмах, рефрижераторных камерах и других помещениях, вредных для здоровья докеров.

К работам, оплачиваемым дополнительно, относятся:
- переукладка груза с выгрузкой на берег;
- переукладка груза в трюмах;
- сортировка груза по B/L (Bill of Lading) партиям, то есть по транспортным накладным (коносаментам);
- счёт и проверка состояния груза (выполняют бригады тальманов).

Кроме того, судовладелец оплачивает следующие простои стивидорных бригад:
- все простои по вине судна (отсутствие электроэнергии, пара и т. д.);
- простой бригад в случае завершения работ до конца смены;
- простой по метеопричинам (сверх установленного предела);
- простой из-за отсутствия груза, вагонов и т. п.

В рейсовом чартере стивидорные работы оплачиваются судовладельцем, в тайм-чартере — фрахтователем. При заключении контракта со стивидорной компанией, помимо прямой скидки с тарифа, может быть дополнительно оговорено:
- обязанности стивидора в случае завершения работы на одном люке использовать бригаду на люках других трюмов либо на других судах данного судовладельца;
- льготный период, в течение которого судовладелец не платит за простой бригад;
- отнесение за счёт стивидорных компаний некоторых дополнительных видов вспомогательных операций (открытие, закрытие люков).

В зарубежных портах обычно оплачиваются пароходством за счёт дополнительных начислений к тарифам на морские перевозки.
Стивидорные работы в основном проводятся специализированными компаниями-стивидо́рами, которые до недавнего времени в отечественной справочной литературе соотносили только с зарубежной логистикой. Однако, начиная с 2000-х годов, стали возникать и отечественные стивидоры, например, ООО «Транснефть – Порт Козьмино».